# Разделение секрета

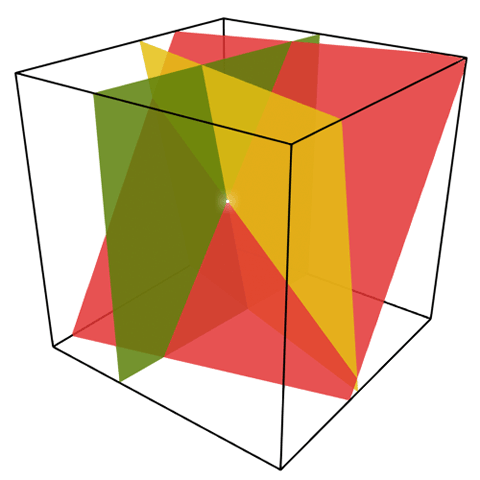
Каждая доля секрета — это плоскость, а секрет представляет собой точку пересечения трёх плоскостей. Две доли секрета позволяют получить линию, на которой лежит секретная точка

Разделение секрета (англ. secret sharing) — термин в криптографии, под которым понимают любой из способов распределения секрета среди группы участников, каждому из которых достаётся «персональная доля». Секрет может воссоздать только коалиция участников из первоначальной группы, причём входить в эту коалицию должно не менее некоторого изначально известного числа (порогового значения) участников.
Схемы разделения секрета применяются в случаях, когда существует значимая вероятность компрометации одного или нескольких хранителей секрета, но вероятность недобросовестного сговора значительной части участников считается пренебрежимо малой.
Существующие схемы имеют две составляющие: разделение и восстановление секрета. К разделению относится формирование частей секрета и распределение их между членами группы, что позволяет разделить ответственность за секрет между её участниками. Обратная схема должна обеспечить его восстановление при условии доступности его хранителей в некотором необходимом количестве.
Пример использования: протокол тайного голосования на основе разделения секрета.

## Простейший пример схемы разделения секрета
Пусть имеется группа из {\displaystyle t} человек и сообщение {\displaystyle s} длины {\displaystyle n}, состоящее из двоичных символов. Если подобрать случайным образом такие двоичные сообщения {\displaystyle s_{1},\ldots ,s_{t}}, что в сумме они будут равняться {\displaystyle s}, и распределить эти сообщения между всеми членами группы, получится, что прочесть сообщение будет возможно только в случае, если все члены группы соберутся вместе.
В такой схеме есть существенная проблема: в случае утраты хотя бы одного из членов группы секрет будет утерян для всей группы безвозвратно.

## Пороговая схема
В отличие от процедуры разбиения секрета, где {\displaystyle t=n}, в процедуре разделения секрета количество долей, которые нужны для восстановления секрета, может отличаться от того, на сколько долей секрет разделён. Такая схема носит название пороговой схемы {\displaystyle \left(t,n\right)}, где {\displaystyle n} — количество долей, на которые был разделён секрет, а {\displaystyle t} — количество долей, которые нужны для восстановления секрета. Идеи схем {\displaystyle t\neq n} были независимо предложены в 1979 году Ади Шамиром и Джорджем Блэкли. Кроме этого, подобные процедуры исследовались Гусом Симмонсом.
Если коалиция участников такова, что они имеют достаточное количество долей для восстановления секрета, то коалиция называется разрешённой. Схемы разделения секрета, в которых разрешённые коалиции участников могут однозначно восстановить секрет, а неразрешённые не получают никакой апостериорной информации о возможном значении секрета, называются совершенными.

### Схема Шамира

Через две точки можно провести неограниченное число полиномов степени 2. Чтобы выбрать из них единственный — нужна третья точка

Идея схемы заключается в том, что двух точек достаточно для задания прямой, трёх точек — для задания параболы, четырёх точек — для кубической параболы, и так далее. Чтобы задать многочлен степени {\displaystyle k}, требуется {\displaystyle k+1} точек.
Для того, чтобы после разделения секрет могли восстановить только {\displaystyle k} участников, его «прячут» в формулу многочлена степени {\displaystyle (k-1)} над конечным полем {\displaystyle G}. Для однозначного восстановления этого многочлена необходимо знать его значения в {\displaystyle k} точках, причём, используя меньшее число точек, однозначно восстановить исходный многочлен не получится. Количество же различных точек многочлена не ограничено (на практике оно ограничивается размером числового поля {\displaystyle G}, в котором ведутся расчёты).
Кратко данный алгоритм можно описать следующим образом. Пусть дано конечное поле {\displaystyle G}. Зафиксируем {\displaystyle n} различных ненулевых известных элементов данного поля. Каждый из этих элементов приписывается определённому члену группы. Далее выбирается произвольный набор из {\displaystyle t} элементов поля {\displaystyle G}, из которых составляется многочлен {\displaystyle f(x)} над полем {\displaystyle G} степени {\displaystyle t-1,1<t\leq n}. После получения многочлена вычисляем его значение в несекретных точках и сообщаем полученные результаты соответствующим членам группы.
Чтобы восстановить секрет, можно воспользоваться интерполяционной формулой, например формулой Лагранжа.
Важным достоинством схемы Шамира является то, что она легко масштабируема. Чтобы увеличить число пользователей в группе, необходимо лишь добавить соответствующее число несекретных элементов к уже существующим, при этом должно выполняться условие {\displaystyle r_{i}\neq r_{j}} при {\displaystyle i\neq j}. В то же время, компрометация одной части секрета переводит схему из {\displaystyle (n,t)}-пороговой в {\displaystyle (n-1,t-1)}-пороговую, при этом не раскрывая никакой информации о самом секрете.
Схема Шамира является одной из самых популярных пороговых схем разделения секрета. Данная схема, в частности, обладает свойством совершенности (доли любой неправомочной коалиции не позволяют получить какой-либо информации о секрете), идеальности (число битов, содержащихся в каждой доле секрета, равно числу битов, содержащихся в самом секрете), расширяемости (число владельцев долей секрета может быть в любой момент увеличено, при этом количество частей секрета, необходимых для восстановления секрета, останется неизменным) и т. д. Данная схема активно применяется в безопасных многосторонних вычислениях (например, в протоколе BGW)

### Схема Блэкли
Две непараллельные прямые на плоскости пересекаются в одной точке. Любые две некомпланарные плоскости пересекаются по одной прямой, а три некомпланарные плоскости в пространстве пересекаются лишь в единственной точке. В общем случае, n n-мерных гиперплоскостей всегда пересекаются в одной точке. Одна из координат этой точки будет секретом. Тогда если закодировать секрет как несколько координат точки, то по одной доле секрета (одной гиперплоскости) можно получить какую-то информацию о секрете, то есть о взаимозависимости координат точки пересечения.
| Одна доля | Две доли — пересекаются вдоль плоскости | Три доли — пересекаются в точке |
| Схема Блэкли в трёх измерениях: каждая доля секрета — это плоскость, а секрет — это одна из координат точки пересечения плоскостей. Двух плоскостей недостаточно для определения точки пересечения, но достаточно для получения дополнительной информации об этой точке. |                                         |                                 |

С помощью схемы Блэкли можно создать (t, n)-схему разделения секрета для любых t и n: для этого надо использовать размерность пространства, равную t, и каждому из n игроков дать одну гиперплоскость, проходящую через секретную точку. Тогда любые t из n гиперплоскостей будут однозначно пересекаться в секретной точке.
Схема Блэкли менее эффективна, чем схема Шамира: в схеме Шамира каждая доля такого же размера, как и секрет, а в схеме Блэкли каждая доля в t раз больше. Существуют улучшения схемы Блэкли, позволяющие повысить её эффективность.
Схема Блэкли обладает свойством идеальности и свойством линейности, при этом эта схема является обобщением схемы Шамира. В некоторых случаях схема Блэкли может обладать свойством совершенности.

### Схемы, основанные на китайской теореме об остатках
В 1983 году Морис Миньотт, Асмут и Блум предложили две схемы разделения секрета, основанные на китайской теореме об остатках. Для некоторого числа (в схеме Миньотта это сам секрет, в схеме Асмута — Блума — некоторое производное число) вычисляются остатки от деления на последовательность чисел, которые раздаются сторонам. Благодаря ограничениям на последовательность чисел, восстановить секрет может только определённое число сторон.
Пусть количество пользователей в группе равно {\displaystyle n}. В схеме Миньотта выбирается некоторое множество попарно взаимно простых чисел {\displaystyle \{m_{1},m_{2},...,m_{n}\}} таких, что произведение {\displaystyle k-1} наибольших чисел меньше, чем произведение {\displaystyle k} наименьших из этих чисел. Пусть эти произведения равны {\displaystyle M} и {\displaystyle N}, соответственно. Число {\displaystyle k} называется порогом для конструируемой схемы по множеству {\displaystyle \{m_{1},m_{2},...,m_{n}\}}. В качестве секрета выбирается число {\displaystyle S} такое, для которого выполняется соотношение {\displaystyle M<S<N}. Части секрета распределяются между участниками группы следующим образом: каждому участнику выдаётся пара чисел {\displaystyle (r_{i},m_{i})}, где {\displaystyle r_{i}\equiv S{\pmod {m_{i}}}}.
Чтобы восстановить секрет, необходимо объединить {\displaystyle t\geq k} фрагментов. В этом случае получим систему сравнений вида {\displaystyle x\equiv r_{i}{\pmod {m_{i}}}}, множество решений которой можно найти, используя китайскую теорему об остатках. Секретное число {\displaystyle S} принадлежит этому множеству и удовлетворяет условию {\displaystyle S<m_{1}\cdot m_{2}\cdot ...\cdot m_{t}}. Также несложно показать, что если число фрагментов меньше {\displaystyle k}, то, чтобы найти секрет {\displaystyle S}, необходимо перебрать порядка {\displaystyle {\frac {N}{M}}} целых чисел. При правильном выборе чисел {\displaystyle m_{i}} такой перебор практически невозможно реализовать. К примеру, если разрядность {\displaystyle m_{i}} будет от 129 до 130 бит, а {\displaystyle k<15}, то соотношение {\displaystyle {\frac {N}{M}}} будет иметь порядок {\displaystyle 2^{100}}.
Схема Асмута — Блума является доработанной схемой Миньотта. В отличие от схемы Миньотта, её можно построить в таком виде, чтобы она была совершенной.

### Схемы, основанные на решении систем уравнений
В 1983 году Карнин, Грин и Хеллман предложили свою схему разделения секрета, которая основывалась на невозможности решить систему с {\displaystyle m} неизвестными, имея менее {\displaystyle m} уравнений.
В рамках данной схемы выбираются {\displaystyle n+1} {\displaystyle m}-мерных векторов {\displaystyle V_{0},V_{1},...,V_{n}} так, чтобы любая матрица размером {\displaystyle m\times m}, составленная из этих векторов, имела ранг {\displaystyle m}. Пусть вектор {\displaystyle U} имеет размерность {\displaystyle m}.
Секретом в схеме является матричное произведение {\displaystyle U^{T}V_{0}}. Долями секрета являются произведения {\displaystyle U^{T}V_{i},1\leq i\leq n}.
Имея любые {\displaystyle m} долей, можно составить систему линейных уравнений размерности {\displaystyle m\times m}, неизвестными в которой являются коэффициенты {\displaystyle U}. Решив данную систему, можно найти {\displaystyle U}, а имея {\displaystyle U}, можно найти секрет. При этом система уравнений не имеет решения в случае, если долей меньше, чем {\displaystyle m}.

### Способы обмана пороговой схемы
Существуют несколько способов нарушить протокол работы пороговой схемы:
- владелец одной из долей может помешать восстановлению общего секрета, отдав в нужный момент неверную (случайную) долю[14].
- злоумышленник, не имея доли, может присутствовать при восстановлении секрета. Дождавшись оглашения нужного (порогового) числа долей, он быстро восстанавливает секрет самостоятельно и генерирует ещё одну долю, после чего предъявляет её остальным участникам. В результате он получает доступ к секрету и остаётся непойманным[15]. Имея секрет в моменте, злоумышленник может распорядиться им сразу, либо подождать достаточное для отвода подозрений количество времени и использовать секрет позднее.

Также существуют другие возможные нарушения работы, не связанные с особенностями реализации схемы:
- злоумышленник может сымитировать ситуацию, при которой необходимо раскрытие секрета, тем самым выведав доли всех участников или их части[15].